# Ausbringung
Ausbringung (Pendant in der Kostenrechnung: Beschäftigung; englisch output) ist in den Wirtschaftswissenschaften die in der Produktion erstellte Menge an Produkten oder Dienstleistungen.

## Allgemeines
Die Ausbringung ist das Ergebnis des Produktionsprozesses. Der Begriff der Ausbringung wurde von Erich Kosiol im Jahre 1949 eingeführt. Die Ausbringung kann sich sowohl auf die Menge als auch auf den Wert der Ausbringungsgüter beziehen, die aus einem Produktionsprozess hervorgehen. Erich Gutenberg verstand die Beschäftigung nicht als Auslastung einer gegebenen Kapazität, sondern schlechthin als Ausbringung.
Um eine bestimmte Ausbringungsmenge herstellen zu können, muss ein gegebener Einsatz (englisch input) an Produktionsfaktoren stattfinden (beispielsweise der Arbeitseinsatz von Arbeitskräften). Die Funktion, welche in der Produktionstheorie den Beziehungszusammenhang zwischen dem Faktoreinsatz und der Ausbringung wiedergibt, heißt Produktionsfunktion. Die Ausbringung(smenge) ist neben anderen Faktoren eine der wichtigsten Kosteneinflussgrößen. Steigt die Ausbringungsmenge, so sinken die variablen Stückkosten, während fixe Kosten unabhängig von der Ausbringung in konstanter Höhe anfallen. Die zu den fixen Kostenarten gehörenden Versicherungsprämien steigen beispielsweise nicht, wenn die Ausbringung steigt. Sinkt die Ausbringungsmenge, so erhöht sich durch die fixen Kosten der Anteil der Leerkosten ungenutzter Kapazitäten.  

## Wirtschaftliche Aspekte
Aus der Ausbringungsmenge lässt sich der Auslastungsgrad {\displaystyle A} wie folgt errechnen:
{\displaystyle {\text{A}}\cong {\frac {\text{Ausbringungsmenge}}{\text{Kapazität}}}\cdot 100\,\%}.
Der Auslastungsgrad ist nach oben begrenzt durch {\displaystyle 1=100\,\%} oder er nimmt auch Werte über 1 an. Im letzten Fall bedeutet {\displaystyle A>1} eine Überauslastung (Überbeschäftigung), {\displaystyle A=1} eine Vollauslastung (Vollbeschäftigung) und {\displaystyle A<1} eine Unterauslastung (Unterbeschäftigung) der volkswirtschaftlichen Kapazitäten. Ob Unterbeschäftigung vorliegt, hängt unter anderem vom Unterschreiten der Gewinnschwelle ab. Eine 100 %ige Auslastung durch Ausbringungsmengen ist wegen Engpässen nur selten erreichbar. Eine Überbeschäftigung ist nur temporär verantwortbar, weil das Risiko der (erhöhten) Fehlproduktion droht.
Die Ausbringung ist Grundlage bei der Ermittlung betriebswirtschaftlicher Kennzahlen wie etwa der Grenzproduktivität, bei welcher die Änderung der Ausbringungsmenge bei einer infinitesimalen Änderung eines bestimmten Produktionsfaktors gemessen wird.

## Fertigungsverfahren
Vom „Ausbringen“ wird in der Landwirtschaft sowie in der Metallherstellung und -verarbeitung oder Holzverarbeitung gesprochen. In der Landwirtschaft ist unter Ausbringen die gleichmäßige Verteilung von Dünger, Gülle, Kompost oder Pflanzenschutzmitteln auf der landwirtschaftlichen Nutzfläche zu verstehen. In den verschiedenen Fertigungs- und Verarbeitungsstufen der Metall- und Holzverarbeitung ist das Ausbringen das Verhältnis vom weiter verwendbaren Enderzeugnis zur hierfür eingesetzten Materialmenge.
Im Produktionsprozess kann beispielsweise in der Metallherstellung und -verarbeitung oder Holzverarbeitung Abfall entstehen, weil Späne anfallen, wodurch das Endprodukt weniger Masse aufweist als das Eingangsmaterial. Das Ausbringen sorgt in der Fertigungstechnik für Fertigungsverfahren, durch die Abfall möglichst minimiert werden oder zu Nebenprodukten transformiert werden kann. Bei der Stahlherstellung liegt das Ausbringen im Blockguss bei ca. 80 %, während beim Strangguss ein Ausbringen mehr als 95 % erzielen kann. Durch den Wegfall der Lunker konnte durch das Stranggießen das Ausbringen um 10 % bis 15 % verbessert werden.